# 萨拉斯阿尔塔斯
萨拉斯阿尔塔斯，是西班牙阿拉贡自治区韦斯卡省的一个市镇。总面积21平方公里，总人口308人（2018年），人口密度18人/平方公里。